# Α-SWEET CAFÉ
「α-SWEET CAFÉ」（アルファ スウィート カフェ）は、エフエム京都（α-STATION）にて1994年4月から2008年3月まで放送されたラジオ番組である。後継番組は「KISSA NOUVELLE VAGUE」である。

## 概略
京都の大蔵流狂言師、茂山千三郎がDJを担当した（2008年1月まで）。お祭りやイベント、観光情報、伝統芸能の話題など京都の今を心地いいJazz、ボサノバなどと共に紹介する。

## DJ
- 1994年4月 - 2008年1月：茂山千三郎
- 2008年2月・3月：茂山逸平、茂山童司（週代わり）

## 放送時間
- 1994年4月 - 6月：9:00 - 12:00
- 1994年7月 - 2008年3月：9:00 - 11:00

## その他
2006年9月まで、CSテレビ放送「京都チャンネル」で、当番組のスタジオの放送風景を撮った映像付で録画放送していた。